# John Slaughter
John Horton Slaughter ou Texas John Slaughter , também conhecido no Brasil como Texas Bill, (2 de outubro de 1841 – 16 de fevereiro de 1922) foi um delegado, policial do Texas e jogador profissional estadunidense do Velho Oeste.
Ele nasceu em Sabine Parish, Louisiana. Foi membro dos famosos  Texas Rangers, depois se tornaria um homem de negócios em 1874 com seu irmão. Na Califórnia ele se tornou um compulsivo jogador de pôquer. Ele casou com Eliza Adeline Harris em 4 de agosto de 1871. Tiveram 4 filhos, dos quais apenas dois chegaram a vida adulta.
Em 1876, Slaughter matou um jogador chamado Barney Gallagher, depois de um desentendimento que começou numa mesa de pôquer.Sua esposa morreu em 1877. Em 1878 Slaughter casou-se novamente com Viola Howell em Tularosa, Novo México. 
Em novembro de 1886 ele foi eleito xerife de Cochise County, próximo a Tombstone, Arizona. Um de seus auxiliares foi Jeff Milton. Nesse cargo ele enfrentou a gang de Jack Taylor.Em um tiroteio com Slaughter, um dos irmãos Robles foi morto. Depois foi a vez de Nieves Deron. Manuel Robles escapou. Mais tarde, Jack Taylor foi preso em Sonora, enquanto Robles foi morto pela polícia mexicana em Sierra Madre.
Slaughter morreu em Douglas, Arizona.

## Adaptações
Walt Disney produziu uma série de TV sobre o aventureiro, chamada "Texas John Slaughter", de  1958 a 1961, com o ator Tom Tryon como Slaughter. A série foi adaptada para os quadrinhos, sendo que no Brasil ela foi publicada como "As aventuras de Texas Bill". Em uma história especial produzida pelo brasileiro Renato Canini, publicada na revista "Almanaque Disney"  da Editora Abril no início dos anos 70, Texas Bill se encontra com Zé Carioca e juntos enfrentam um ardiloso ventríloquo.